# Roland N'Kembe
Roland N'Kembe, né le 7 avril 1983 à Mandjock, au Cameroun, est un joueur français de basket-ball. Il évolue aux postes d'ailier fort et de pivot.